# Manfred Lenz (Fußballspieler)
Manfred Lenz (* 21. November 1947 in Rockenhausen; † 16. Juni 2021) war ein deutscher Fußballspieler und -trainer. Der Offensivspieler hat in der Fußball-Regionalliga Südwest von 1968 bis 1974 bei den Vereinen SV Alsenborn und FC 08 Homburg 108 Ligaspiele absolviert und 74 Tore erzielt. Danach wurde er noch von 1974 bis 1986 in der 2. Fußball-Bundesliga mit 303 Ligaeinsätzen und 91 Toren Rekordspieler wie auch Rekordtorschütze von Homburg.

## Karriere

### Alsenborn, 1968 bis 1972
Bei seinem Heimatverein FV Rockenhausen, im Nordpfälzer Bergland gelegen, durchlief der Schüler Manfred Lenz die Jugendabteilung und belegte in der Saison 1967/68 mit der Seniorenmannschaft in der 2. Amateurliga Südwest, Gruppe Westpfalz, den 10. Rang. Mit seinen Leistungen fiel der elegante Techniker und Torschütze den Spähern des Regionalligisten SV Alsenborn, eines Dorfvereins bei Kaiserslautern, auf und unterschrieb dort zur Saison 1968/69 einen Vertrag. Er war danach von 1968 bis 1972 für den SVA in der Regionalliga Südwest aktiv und konnte zweimal 1969 und 1970 die Meisterschaft mit seinem neuen Verein feiern. Zusätzlich holte er sich in den Jahren 1971 und 1972 in der Südwestliga mit 25 beziehungsweise 28 Treffern die Torschützenkrone. Unter Trainer Otto Render hatte Lenz am 11. November 1968, bei einem 6:0-Heimerfolg gegen den FC Landsweiler-Reden, an der Seite des vierfachen Torschützen Lorenz Horr und des zweifachen Torschützen Alban Wüst, sein Debüt in der damals zweithöchsten Klasse des DFB-Fußballs gefeiert. Gemeinsam mit Lenz hatte Alsenborn noch die weiteren Talente Werner Adler, Werner Fuchs, Bernhard Oberle, Franz Schwarzwälder, Erwin Schwehm, Matthias Volk und Alban Wüst unter Vertrag genommen und dabei mehr als einen Treffer gelandet.
Ab seiner zweiten Alsenborner Saison, 1969/70, gehörte er der Stammformation an und steuerte zum Meisterschaftsgewinn unter Trainer Heiner Ueberle in 24 Ligaeinsätzen zwölf Treffer bei. Die dritte Meisterschaft in der Regionalliga Südwest in Folge war um so bemerkenswerter, als der SV Alsenborn insbesondere die sportlich schwerwiegenden Spielerverluste Lorenz Horr (zu Hertha BSC), Fritz Fuchs (zum 1. FC Kaiserslautern) und Alban Wüst (zum FC Schalke 04) zu verkraften hatte. Der SVA hatte durch die Neuverpflichtungen von Reinhard Meier und Karel Nepomucký versucht, der Mannschaft im Gegenzug neue Impulse zu geben. In der Bundesligaaufstiegsrunde 1970 bestritt Lenz alle acht Spiele für Alsenborn und erzielte vier Tore. Als Lenz in den folgenden zwei Runden, 1970/71 und 1971/72, jeweils die Torschützenkrone im Südwesten errang, konnte die Mannschaft mit seiner Leistung nicht mehr mithalten und belegte nur noch den 5. (1971) beziehungsweise 3. Rang (1972). Nach 84 Regionalligaeinsätzen mit 65 Toren für Alsenborn unterschrieb der Südwesttorjäger zur Saison 1972/73 einen Lizenzspielervertrag bei Hertha BSC und wechselte zur Mannschaft seines ehemaligen Alsenborner Mannschaftskameraden Lorenz Horr in die Millionenstadt an der Spree.

### Bundesliga
Zur Saison 1972/73 war der Bundesligist Hertha BSC sehr aktiv auf dem Transfermarkt. Neben Lenz verpflichtete Hertha auch noch die weiteren Spieler Horst Wolter, Holger Brück, Gerhard Grau, Hans Weiner, Johannes Riedl, Heinz-Peter Buchberger, Gerd Werthmüller, Frank und Peter Hanisch. Da mit Erich Beer (30/10) und Lorenz Horr (34/12) zwei unangefochtene Leistungsträger auf der besten Lenz-Position im offensiven Mittelfeld im Kader von Trainer Helmut Kronsbein vorhanden waren und auf den Flügeln mit Grau, Peter Gutzeit und Riedl auch Optionen zur Verfügung standen und zusätzlich noch der schweizerische Nationalstürmer Kurt Müller sich gerne in der Spitze tummelte, waren die Spielmöglichkeiten von Lenz von Beginn an in der Bundesliga eng begrenzt. Dennoch lief der Mann aus Alsenborn am Rundenstarttag, dem 16. September 1972, bei einer 2:3-Heimspielniederlage gegen Fortuna Düsseldorf im Hertha-Dress auf. Zur Halbzeit wurde er aber ausgewechselt; er hatte in den ersten 45 Minuten als Mittelstürmer mit den Außen Gutzeit und Riedl den Angriff gebildet. Auf Sicht konnte sich Lenz nicht gegen die Konkurrenten behaupten und musste sich mit sieben Bundesligaeinsätzen zufriedengeben. Mit dem Einsatz am 28. April 1973, in einem Auswärtsspiel bei Borussia Mönchengladbach (2:2), endete seine Bundesligaspielzeit bei Hertha BSC. Mit Riedl und Müller hatte er dabei den Angriff gebildet.
Die sieben Bundesligaspiele waren aber nicht seine einzigen Spiele für Hertha BSC. Es gab auch noch den DFB-Pokal (Viertelfinaleinsatz am 14. April 1973 bei Werder Bremen, 0:2), den Ligapokal im August 1972 mit Spielen gegen Wacker 04, FC St. Pauli und den Hamburger SV, wobei Lenz in fünf Einsätzen zwei Tore erzielte, und eine Fülle von Freundschaftsspielen. Dabei ragten die Begegnungen gegen den FC Aberdeen (0:1), Dynamo Tiflis (1:0;0:2), Racing Straßburg (0:1), Panathinaikos Athen (0:0) und Chacarita Juniors (4:1) heraus. Lenz führte die Liste der Freundschaftsspieleinsätze mit 15 Spielen an.

### Homburg, 1973 bis 1986
Nach seiner Bundesligazeit in Berlin wechselte Lenz 1973 in die Regionalliga Südwest zum FC 08 Homburg und belegte im letzten Jahr der alten zweitklassigen Regionalliga unter Trainer Uwe Klimaschefski und an der Seite der treffsicheren Mitspieler Otmar Ludwig (25 Tore) und Gerhard Pankotsch (11 Tore) mit dem FCH den dritten Rang. Ab der Runde 1974/75 war er mit Homburg in der 2. Bundesliga Süd aktiv und blieb dem Verein bis zu seinem Karriereende 1986 treu. Zweimal erreichte er in den Jahren 1976 und 1978 in der 2. Bundesliga den dritten Rang und gehörte auch im Jahre 1983 der Homburger Mannschaft an, die den Titel der Deutschen Fußball-Amateurmeisterschaft erringen konnte. Er wurde Rekordspieler des FCH mit 421 Spielen und 122 Toren und unlängst in die Hall of Fame des FC 08 Homburg aufgenommen. Manfred Lenz bestritt insgesamt sieben Bundesligaspiele sowie 303 Zweitligaspiele, in denen er 91 Treffer erzielte. Einen besonderen Rang nimmt das Pokalspiel am 15. Oktober 1977 im Waldstadion gegen den haushohen Favoriten FC Bayern München ein. Vor 20.000 Zuschauern erzielte Lenz in der 80. Minute das 3:1 Endresultat für Homburg und für die Bayern-Stars Sepp Maier, Kurt Niedermayer, Georg Schwarzenbeck, Bernhard Dürnberger, Branko Oblak, Klaus Augenthaler, Karl-Heinz Rummenigge und Uli Hoeneß war damit das Pokalaus besiegelt.
Lenz hatte sich schon während seiner aktiven Zeit als Spieler das Sportartikelgeschäft Sport Lenz aufgebaut; weder er noch einer seiner Söhne wollten das Sportgeschäft aber weiterführen. Und so gab „Manni“ das Sporthaus 2007 auf. Danach arbeitete er als Sportkoordinator bei der Arbeiterwohlfahrt (AWO) in Homburg und kümmerte sich um etwa 80 mitunter sozial benachteiligte Jugendliche ohne Schulabschluss. Sport als pädagogisches Mittel, diesen Ansatz mochte der Hobbygolfer Lenz. Er erklärte sich dreimal bereit, als Trainer beim FC Homburg einzuspringen, und stieg mit dem Verein im Jahr 1990 aus der 1. Bundesliga ab, nachdem er am 12. April 1990 Trainer Josef Stabel abgelöst hatte und aus den letzten sechs Bundesligaspielen 6:6 Punkte geholt hatte. Zudem war er 1994/95 und 2001 Trainer beim FCH.
Rückblickend kann festgehalten werden, dass der Techniker, Torjäger und Spielmacher im Jahre 1972 mit seinem Wechsel zu Hertha BSC einen Fehler gemacht hat. Bei der Hertha konkurrierten etliche Neuzugänge um Stammplätze und Trainer Kronsbein war nicht dafür bekannt, auf junge, entwicklungsfähige Spieler zu setzen. Lenz schlug für Hertha ein Angebot von Borussia Mönchengladbach aus, wo Trainer Hennes Weisweiler besonderes Interesse an dem Alsenborner gezeigt hatte und in der Szene als ausgewiesener Talenteförderer bekannt war.